# Fara v Krsech
Budova bývalé fary (čp. 1) v Krsech stojí na vesnické návsi a slouží jako sídlo obecního úřadu.

## Historie
Pozdně barokní budova pochází z druhé poloviny 18. století a byla přestavována v letech 1800–1801. Od čtyřicátých do sedmdesátých let 20. století byla budova využívána jako kanceláře státního statku a poté jako budova krského místního národního výboru.

## Farnost Krsy
Farnost v Krsy byla zřízena už roku 1384 a tehdy patřila k žateckému arciděkanátu a děkanátu v Teplé. 
V roce 1835 spadaly pod farnost Krsy obec Krsy s farním úřadem a farním kostelem svatého Vavřince Blažim, Ostrov u Bezdružic, Krsov, Pláň, Vojtěšín, statek Líchov, Umíř, Skelná Huť, Trhomné, Jedvaniny, Kejšovice, Polínka a Holá.